# Peinture sous-marine

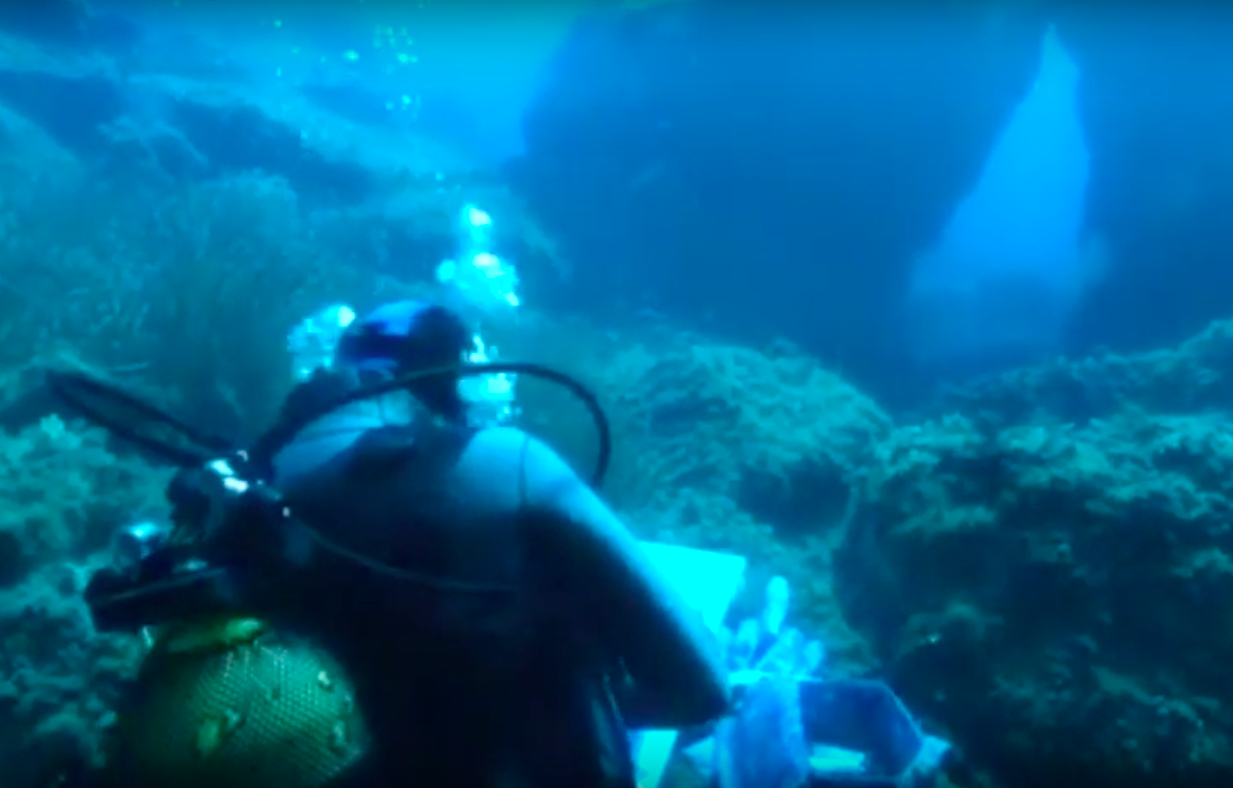
Réalisation par André Laban d'une toile sous-marine au Cap des Mèdes à Porquerolles le 22 septembre 2015 à 87 ans

La peinture sous-marine est une nouvelle technique picturale développée au XXe siècle.
En pionnier, André Laban est le maître du bleu et a fait de nombreux émules.
Après avoir enduit sa toile avec un médium, il plonge et restitue au couteau les fonds sous-marins. La perfection de l'œil humain en plongée et sa perception donne un résultat supérieur à la photographie.